# 拉格朗德莫特
拉格朗德莫特（法語：La Grande-Motte，法語發音：[la ɡʁɑ̃d mɔt]）是法国埃罗省的一个市镇，属于蒙彼利埃区。该地为海滨度假胜地，当地建筑颇具特色。每年约有200万游客。

## 地理
拉格朗德莫特（43°33'38"N, 4°5'6"E）面积10.58 平方千米，位于法国奧克西塔尼大區埃罗省，该省份为法国南部沿海省份，南濒地中海，西南接奥德省，西北接塔恩省和阿韦龙省，东北与加尔省接壤。
与拉格朗德莫特接壤的市镇（或旧市镇、城区）包括：艾格莫尔特、勒格罗迪鲁瓦、莫吉奥。
拉格朗德莫特的时区为UTC+01:00、UTC+02:00（夏令时）。

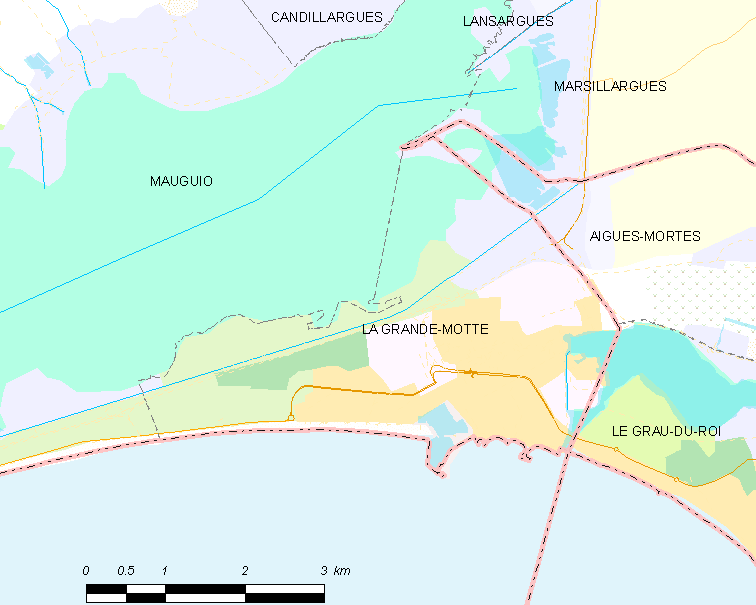
拉格朗德莫特的OSM定位图

## 行政
拉格朗德莫特的邮政编码为34280，INSEE市镇编码为34344。

## 政治
拉格朗德莫特所属的省级选区为莫吉奥县。

## 人口

1962-2008年间拉格朗德莫特人口变化图示

拉格朗德莫特于2022年1月1日时的人口数量为8508人。